# University of New Hampshire
University of New Hampshire – amerykańska uczelnia publiczna z siedzibą w mieście Durham (stan New Hampshire). Została założona w 1866 roku jako New Hampshire College of Agriculture and Mechanic Arts.